# Angelo Rizzo (vescovo)
Angelo Rizzo (Montedoro, 11 aprile 1926 – Montedoro, 16 luglio 2009) è stato un vescovo cattolico italiano, dal 1974 al 2002 terzo vescovo di Ragusa.

## Biografia
Compie gli studi in preparazione all'ordinazione sacerdotale, nel seminario vescovile di Caltanissetta e il 31 ottobre 1948, viene ordinato sacerdote dal vescovo di Caltanissetta Giovanni Jacono.
Ha insegnato nel liceo-ginnasio del seminario di Caltanissetta ed ha ricoperto l'incarico di vice-rettore del seminario e Prefetto degli studi.
Nel 1965 il vescovo di Caltanissetta Francesco Monaco, lo nomina arciprete di Montedoro, vicario foraneo, dirigente dell'Ufficio Catechistico diocesano, componente presbiterale della Commissione Regionale e Nazionale e canonico della Cattedrale di Santa Maria La Nova.
Papa Paolo VI, il 2 febbraio 1974, lo nomina vescovo di Ragusa; riceve la consacrazione episcopale il 18 marzo 1974.
Nel suo ministero episcopale ha ordinato 40 sacerdoti, tra cui Mario Russotto.
In seno alla Conferenza Episcopale Italiana, è stato membro della Commissione episcopale per il Laicato.
Il 16 febbraio 2002 papa Giovanni Paolo II ha accettato le sue dimissioni per raggiunti limiti di età. Gli succede nell'ufficio Paolo Urso.
Dopo lunga malattia, il 16 luglio 2009 è morto a Montedoro, sua città d'origine, nella casa paterna.
Le sue spoglie riposano nella Cattedrale di San Giovanni Battista a Ragusa.

## Genealogia episcopale
La genealogia episcopale è:
- Cardinale Scipione Rebiba
- Cardinale Giulio Antonio Santori
- Cardinale Girolamo Bernerio, O.P.
- Arcivescovo Galeazzo Sanvitale
- Cardinale Ludovico Ludovisi
- Cardinale Luigi Caetani
- Cardinale Ulderico Carpegna
- Cardinale Paluzzo Paluzzi Altieri degli Albertoni
- Papa Benedetto XIII
- Papa Benedetto XIV
- Papa Clemente XIII
- Cardinale Marcantonio Colonna
- Cardinale Giacinto Sigismondo Gerdil, B.
- Cardinale Giulio Maria della Somaglia
- Cardinale Carlo Odescalchi, S.I.
- Cardinale Costantino Patrizi Naro
- Cardinale Lucido Maria Parocchi
- Papa Pio X
- Cardinale Gaetano De Lai
- Cardinale Raffaele Carlo Rossi, O.C.D.
- Cardinale Amleto Giovanni Cicognani
- Cardinale Salvatore Pappalardo
- Vescovo Angelo Rizzo